# Hello (compagnia aerea)
Hello AG, operativa come Hello, era una compagnia aerea charter con sede a Basilea, in Svizzera. Operava servizi di volo nelle destinazioni di vacanza nel Mediterraneo e nel Nord Africa ed era anche un operatore wet lease. Le sue basi principali erano l'Aeroporto di Basilea-Mulhouse-Friburgo e l'Aeroporto di Zurigo-Kloten
Il quartier generale della compagnia aerea si trovava nell'area dell'Aviazione Generale nell'Aeroporto di Basilea-Mulhouse-Friburgo
Era interamente controllata da Moritz Suter e, al momento del fallimento, aveva 140 dipendenti.

## Storia
La compagnia aerea è stata fondata nel 2003 a Basilea, in Svizzera da Moritz Suter. Hello ha avviato l'attività il 6 agosto 2004. In origine era destinato ad essere un vettore regionale, ma è stato rilanciato il 1º maggio 2005 come compagnia di voli charter.
Nel Regno Unito Hello operava anche con il marchio BritishJET, ma nel 2008 quest'ultima cessò le attività di volo.
Il 21 ottobre 2012 Hello cessa tutte le attività di volo a causa di un mancato contratto con TUI, grande tour operator tedesco e di due mancati pagamenti da operatori francesi, oltre che dall'elevato costo del carburante del periodo.

## Flotta

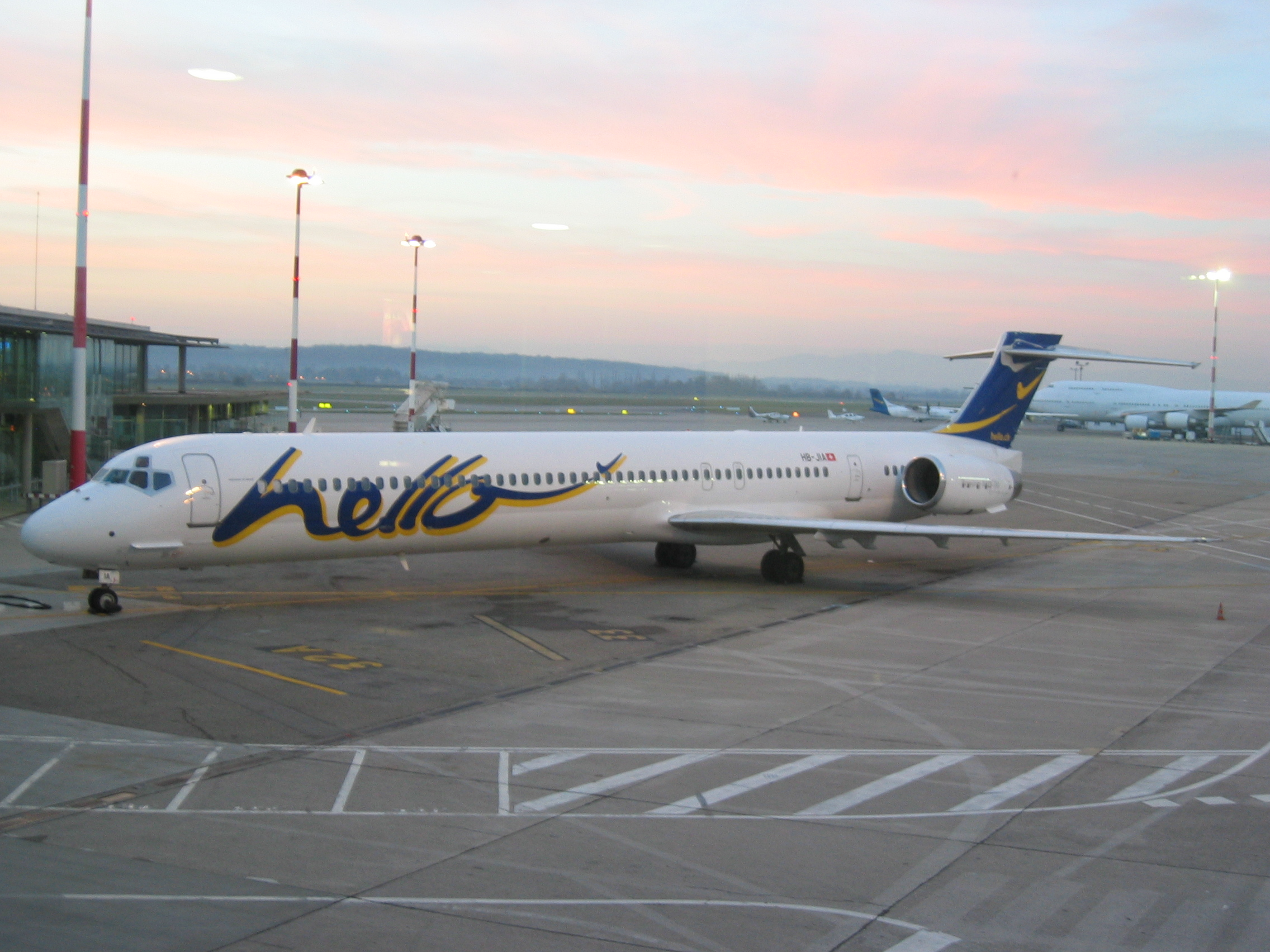
Hello McDonnell Douglas MD-90 (HB-JIA) all'aeroporto di Basilea-Mulhouse-Friburgo.

La flotta di Hello, al momento del fallimento, includeva i seguenti aeromobili con un'età media di 13,6 anni: